# Idioma tuxá
El tuxá o tushá (también llamado todela, rodela, carapató y payacú) es una lengua indígena de Brasil actualmente extinta y hablada en el pasado por miembros de la etnia tuxá en los estados brasileños de Bahia y Pernambuco. Un equipo de investigadores logró contactar, en 1961, dos ancianos que recordaban algunas palabras de la lengua tuxá original. Actualmente el grupo étnico tiene unos 1600 miembros, aunque todos ellos usan actualmente el portugués.

## Aspectos históricos, sociales y culturales

### Distribución geográfica
Nimuendajú (1946) sitúa el territorio de los tuxá en el siglo XVIII (junto al de otro grupo llamado rodelas) frente a la desembocadura del río Pajeú en el São Francisco, junto al territorio de los pankararú. A principios del siglo XX los últimos tuxá habitan en las localidades de Rodelas (Bahia) y Cabrobó (Pernambuco). 
Rodelas (Bahia), es una localidad más o menos aislada, puede llegarse desde Belém do São Francisco en vehículo hasta Itacuruba, 30 aguas abajo, y a partir de ahí se llega a Rodelas en canoa recorriendo 5 km aguas arriba. El asentamiento indígena es una extensión de la calle principal de la ciudad de Glória, a la que pertenece Rodelas. La población indígena mantiene relaciones tensas con la población de Glória, debido a que han existido algunos conflictos entre los dos grupos. En este asentamiento viven 200 indígenas que apenas dispone de la Isla de Asunción (de unos 3 km de largo por medio kilómetro de ancho). Lo único que resta de la cultura propiamente indígenas son las danzas tradicionales, que ahora se cantan en portugués habiéndose abandonado por completo la lengua indígena. En 1961 ninguno de los miembros entrevistados de los tuxá de Rodelas fue capaz de recordar ni una palabra de la lengua tuxá. Aunque dos mujeres expulsadas del grupo que por esa época vivían en Juazeiro (Bahia) fueron capaces de recordar unas 30 palabras del idioma tuxá.
En Cabrobó (Pernambuco) se encontró a algún tuxá que recordó una palabra de la lengua, que hacía más de 100 años que no se hablaba en la localidad. Este informante explicó que su padre conocía algunas palabras pero que ya este había usado siempre el portugués como lengua de comunicación usual.

## Descripción lingüística

### Lista de palabras
Varios autores recopilaron listas cortas de vocabulario de semihablantes de lengua tuxá, entre ellos Pompeu (1958), Loukotka (1968) y Meader (1978). Dichas listas son demasiado cortas para permitir una comparación sistemática que permita concluir que existe parentesco filogenético una comparación con otras lenguas y, por esa razón, el tuxá es una lengua no clasificada.